# بهیزک بزرگ
بهیزک بزرگ در گاه‌شماری اوستایی نو سال سیار ایرانی درست ۳۶۵ روز حساب می‌شد و هر سال یک چهارم روز یعنی شش ساعت اضافه را محسوب نمی‌کردند. بدین ترتیب ایرانیان پس از ۱۲۰ سال یک ماه سیزدهم را به سال می‌افزودند که در واقع تکرار یکی از ماه‌های سال بود. این یک ماه کبیسه در نوشته‌های قدیم بهیزک بزرگ نامیده شده‌است.

## گاه‌شماری اوستایی نو
گاه‌شماری اوستایی نو یا سال سیار ایرانی شمسی است و از ۳۶۵ روز تشکیل می‌شود. هر سال دوازده ماه دارد و هر ماه درست سی روز. این سی روز دارای سی نام مشخص و ویژه می‌باشد که هر روز به نامی خوانده می‌شود. نام‌ها از آنِ امشاسپندان و ایزدان است اما پنج روز باقی می‌ماند. این پنج روز پس از آخرین روز از ماه اسفند یعنی روز سیصد و شصتم قرار دارد که پنجه، پنجهٔ دزدیده، خمسهٔ مسترقه یا اندرگاه، اندرگاهان خوانده می‌شود و هر روزی را نامی ویژه است. این پنج نام از پنج بخش گات‌ها یا سرودهای زرتشت برگزیده شده‌است. همچنین دوازده ماه اوستایی نیز دارای دوازده نام است منتخب از نام‌های امشاسپندان و ایزدان که با دوازده نام از سی اسم روزها مشترک است.

## سال سیار ایرانی یا سال شمسی ناقصه
سال سیار ایرانی درست ۳۶۵ روز حساب می‌شد و هر سال یک چارک روز و در حدود شش ساعت اضافه را محسوب نمی‌کردند. بدین ترتیب در هر چهار سال یک روز افزوده می‌شد که آن روز را اورداد یعنی روز زیادی می‌نامیدند یا طی ۱۲۰ سال یک ماه جلو می‌رفت و چنین سالی را که یک ماه اضافه داشت وهگیک می‌نامیدند و این سالی است که منجمان اسلامی سال ناقصه نامیدند. در مثل در صد و بیست سال نخست، دو ماه فروردین و در صد و بیست سال دوم، دو ماه اردیبهشت تا آخر برقرار می‌کردند.
چنین گاهشماری و سالی را همهٔ کشورها و اقوامی که در حوزهٔ قدرت و قلمرو نفوذ ایرانیان می‌زیستند به ویژه اقوام زرتشتی پذیرفته بودند که البته باید مصر و سوریه و بابل و فلسطین را در این شمار محسوب نکرد چون مردم آن کشورها که از تمدن‌هایی کهن نیز برخوردار بودند، حساب کبیسه را نگاه می‌داشتند. منظور آن نیست که ایرانیان از کبیسه و احتساب آن بی‌اطلاع بودند بلکه کاملاً آگاهی و وقوف به این مسئله را داشتند و کبیسه را نیز به جا می‌آوردند اما گاه‌شماری ایران شکل و صورتی کاملاً دینی پیدا کرده‌بود که دگرگونی از آن به هیچوجه جایز نبود چون هر ماه سی روز داشت، سی روز هر ماه نام‌هایی سی‌گانه داشتند یعنی هر روز نامی داشت و در هر روز جزو فرایض دینی بود که عباداتی انجام شده و ادعیه ای تلاوت و خوانده‌شود به همین جهت کم و بیشی به هیچ‌وجه در روزهای ماه‌ها جایز نبود پنج روز اضافی را نیز که اندرگاه می‌نامیدند، روزهای مقدس و ویژه‌ای بود و ویژه جشن‌های ملی و دینی بود. همین محدودیت شدید باعث شد که کبیسه‌ها حساب نشود.
به همین جهت است که آن چه در تاریخ راجع به سال و ماه ایرانی در ازمنهٔ قدیم درج است همیشه گردش نوروز و سیار بودن آن را حکایت می‌کند. آخرین روایتی که در این باب موجود‌است آن که در سال به تخت نشستن یزدگرد سوم یعنی ۶۳۲ میلادی نوروز یعنی اول فروردین حقیقی برابر بوده‌است با روز نود و یکم از بهار یا نخستین روز از ماه تیر.
اما نیاز به یادآوری است که به موجب مدارکی کبیسهٔ یک روز در هر چهار سال نیز در زمان ساسانیان میان عده‌ای از نخبگان و ستاره‌شناسان و موبدان برقرار بوده‌است تا به موجب آن دقیقاً از مواقع و هنگام‌ها و فصول سال خورشیدی آگاه باشند.